# دانمارک در المپیک تابستانی ۱۹۱۲
دانمارک در بازی‌های المپیک تابستانی ۱۹۱۲ که در شهر استکهلم برگزار شد، کاروان دانمارک با ۱۵۲ ورزشکار در این رقابت‌ها شرکت کرد و موفق به کسب ۱۲ مدال (۱ طلا، ۶ نقره، ۵ برنز) شد. در جدول رتبه‌بندی توزیع مدال‌ها، دانمارک در ردهٔ ۱۴ مسابقات قرار گرفت.